# فرودگاه مین-سورا
فرودگاه مین-سورا (به انگلیسی: Maine-Soroa Airport) یک فرودگاه همگانی است . این فرودگاه در کشور نیجر قرار دارد .